# Tautra
Tautra è un'isola nel comune di Frosta nella contea di Trøndelag, Norvegia. Si trova nel Trondheimsfjord, a nord di Trondheim. Qui si trovano i resti dell'abbazia Tuterø Kloster, monastero dei monaci cistercensi, fondato nel 1207 e dissolto durante la Riforma. Nel 2003 la Regina Sonja di Norvegia posò la prima pietra della Tautra Kloster, un nuovo monastero cistercense.
L'isola si trova quasi nel mezzo del Trondheimsfjord, nel cuore della terra d'origine dei Vichinghi. Il monastero fu edificato strategicamente, molto vicino a Frostating, che era l'istituzione centrale per la promulgazione delle leggi quando il potere in Norvegia si trovava proprio in questa regione. D'altro canto, i monaci cistercensi del monastero di Tautra divennero una parte consistente della costruzione della nazione norvegese.
Una larga parte dell'isola ed i suoi sobborghi sono stati designati come area protetta secondo la convenzione di Ramsar a causa della ricchezza dell'avifauna ivi stanziante o migrante. Ora vi sono professionisti organizzati apposta nell'area, che fanno da guida non solo per guardare gli uccelli ma anche per conoscere la natura e la storia di Tautra.